# Kacykowiec żółtorzytny
Kacykowiec żółtorzytny, kacyk żółtorzytny (Cacicus koepckeae) – gatunek małego ptaka z rodziny kacykowatych (Icteridae). Endemit wschodniego Peru i przyległego obszaru Brazylii. Jest uznawany za gatunek bliski zagrożenia.

## Systematyka
Gatunek po raz pierwszy zgodnie z zasadami nazewnictwa binominalnego opisali George Lowery i John P. O’Neill, nadając mu nazwę Cacicus koepckeae. Opis ukazał się w 1965 roku w czasopiśmie „Occasional Papers of the Museum of Zoology, Louisiana State University”. Holotyp to dorosły samiec odłowiony przez O’Neilla w marcu 1965 roku. Jako miejsce typowe autorzy wskazali Balta, region Loreto, Peru. Nie wyróżnia się podgatunków.

### Etymologia
- Cacicus: hiszpańska nazwa „Cacique” dla kacyka, od nazwy cacike oznaczającej w języku Tainów ‘szefa’, od majańskiego cakchikeles ‘wódz’[11].
- koepckeae: na cześć Marii Koepcke (1924–1971) – niemieckiej ornitolog badającej ptaki Peru[12].

## Morfologia
Nieduży ptak ze średniej wielkości, grubym u nasady, dosyć długim i szpiczastym, bladym niebieskoszarym dziobem. Tęczówki jasnoniebieskie. Nogi czarne. Ptak o czarnym upierzeniu z wyjątkiem jasnożółtego kupra i pokryw nadogonowych. Brak dymorfizmu płciowego. Długość ciała z ogonem około 23 cm.

## Zasięg występowania
Kacykowiec żółtorzytny występuje na niewielkim obszarze wschodniego Peru (regiony Ukajali, Madre de Dios i Cuzco) i w sąsiadującym brazylijskim stanie Acre. Jest gatunkiem osiadłym. Jego zasięg występowania według szacunków organizacji BirdLife International obejmuje 76,5 tys. km².

## Ekologia
Głównym habitatem kacykowca żółtorzytnego jest gęsta roślinność łęgowa wzdłuż cieków wodnych w obszarach pagórkowatych i wąwozach (quebradas). Stwierdzono także występowanie kacykowca żółtorzytnego w okolicach większych rzek i starorzeczy. Preferuje obszary występowania bambusów Guadua, olbrzymiej, przypominającej trzcinę trawy Gynerium saggitatum oraz średniej wielkości drzew takich jak cekropka, Inga, ogorzałka wełnista, Erythrina poeppigiana i Zygia. Zazwyczaj występuje na wysokościach od 300 do 700 m n.p.m. Jest gatunkiem osiadłym. Dieta kacykowca żółtorzytnego nie jest szczegółowo zbadana. Wiadomo, że odżywia się nektarem kwiatów Erythrina i Inga oraz zjada nasiona drzew strączkowych. Żeruje na drzewach zazwyczaj na wysokości od 1 do 5 metrów. Żeruje głównie w małych grupach do sześciu osobników, być może są to grupy rodzinne. Nocuje z innymi gatunkami z rodziny kacykowatych.

### Rozmnażanie
Nie ma wielu informacji o rozmnażaniu kacykowca żółtorzytnego. Lęgnie się w samotnych parach, ale obserwowano też dodatkowe osobniki przy gnieździe, które pomagały w jego pilnowaniu. Dwa zaobserwowane gniazda znaleziono w porze suchej w lipcu. Gniazdo w postaci długiego, dochodzącego do 60 cm długości worka zbudowanego z ryzomorfów grzybów z rodzaju Marasmius, prawdopodobnie z wplecionymi innymi włóknami; zbadane gniazda były zawieszone na drzewach na wysokości 6 i 10 m nad poziomem strumienia.

## Status
W Czerwonej księdze gatunków zagrożonych IUCN kacykowiec żółtorzytny od 2020 roku klasyfikowany jest jako gatunek bliski zagrożenia (NT – Near Threatened). Początkowo od 1994 roku był uznawany za gatunek narażony (VU – vulnerable), od 2012 roku za gatunek zagrożony ( EN – Endangered). Liczebność populacji jest szacowana na 2500–9999 dorosłych osobników, zaś jej trend oceniany jest jako lekko spadkowy. Gatunek opisywany jest jako rzadki, ale lokalnie dość pospolity.